# Inácio Marcondes de Oliveira Cabral
Inácio Marcondes de Oliveira Cabral, (Pindamonhangaba, SP, 7 de dezembro de 1783 – ?) foi um religioso e político brasileiro.

## Biografia

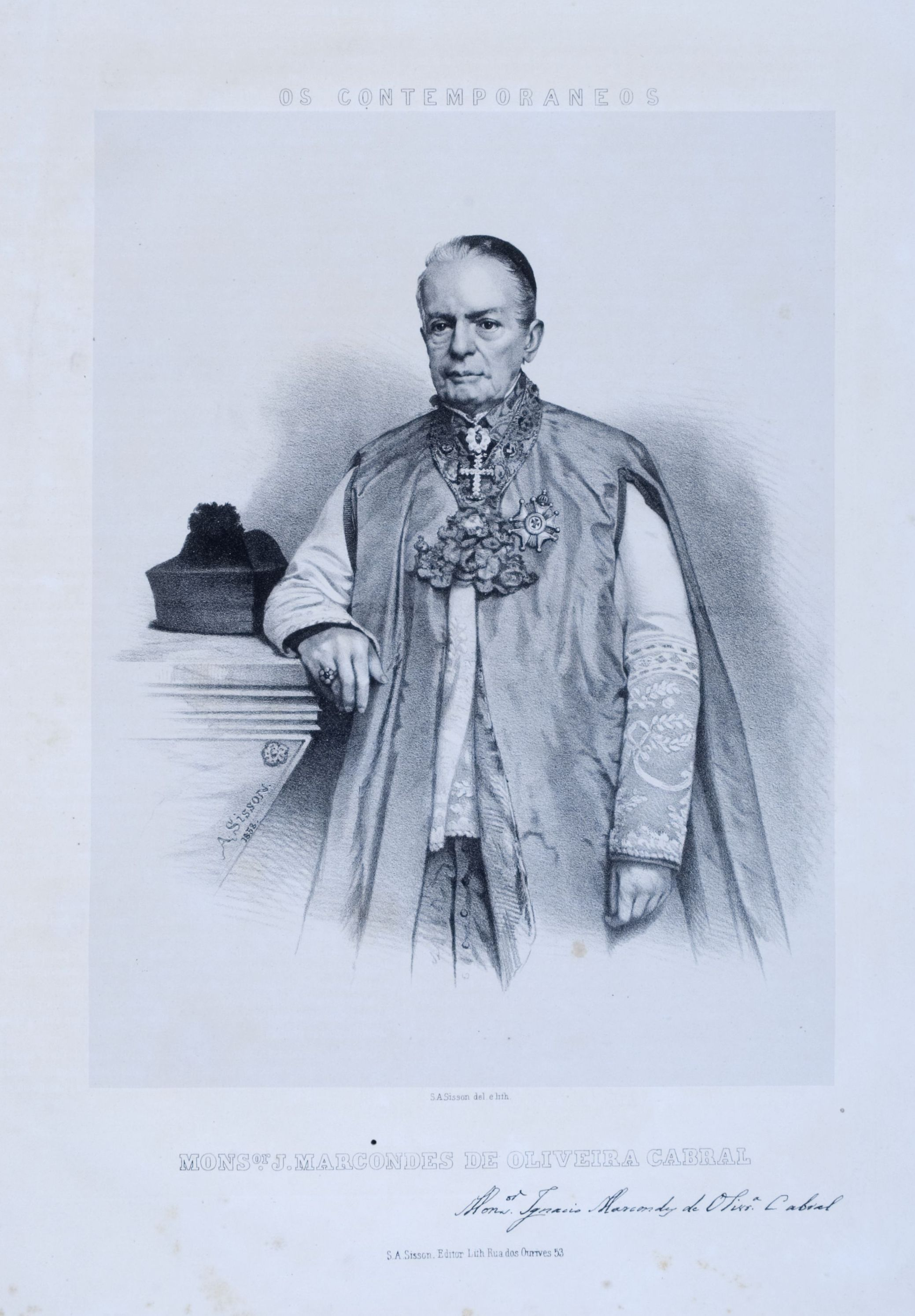
Inácio Marcondes de Oliveira Cabral em 1861

Era filho do capitão-mor Inácio Marcondes do Amaral e de Ana Joaquina de Oliveira Marcondes. Ainda jovem, deixou a família em Pindamonhangaba para dedicar-se aos estudos em Taubaté, iniciando sua educação literária, que foi concluída em São  Paulo. Decidiu seguir sua vocação, tornando-se sacerdote, e satisfazendo assim o desejo de seus pais.
Em 5 de dezembro de 1820 foi condecorado por D. João VI, Cavaleiro da Ordem de Cristo e em 9 de agosto de 1841 foi nomeado Comendador pela mesma Ordem. Em 6 de maio de 1846 foi nomeado cônego honorário da Catedral Imperial da Corte do Rio de Janeiro. O bispo metropolitano da Província de São Paulo, Dom Antônio Joaquim de Melo, o nomeou seu delegado na comarca.
Foi eleito deputado na Assembleia Legislativa da Província de São Paulo da primeira à nona legislaturas (1835–1853), sendo as duas últimas como suplente.
Era irmão do coronel Manuel Marcondes de Oliveira Melo, que comandou a Guarda de Honra de Dom Pedro I quando este proclamou a Independência do Brasil. Na mansão da família Marcondes em Pindamonhangaba esteve hospedado o próprio Imperador em 21 e 22 de agosto de 1822, quando de sua histórica viagem entre o Rio de Janeiro e São Paulo, que culminou com a proclamação da Independência. Duas décadas depois, em 16 de julho de 1842, o barão Luís Alves de Lima e Silva, futuro Duque de Caxias também se hospedaria na mansão dos Marcondes quando estava em missão militar, nomeado pelo governo imperial para combater a Revolução Liberal de 1842.